# 蒂米特雷斯庫夫人
阿契娜·蒂米特雷斯庫（日语：オルチーナ・ドミトレスク），又名蒂米特雷斯庫夫人（日语：ドミトレスク夫人）是卡普空遊戲《惡靈古堡系列》中登場的角色，為2021年恐怖遊戲《惡靈古堡 村莊》主要頭目角色之一。蒂米特雷斯庫夫人是一位具有吸血鬼般特徵的高大貴族女人，是侍奉母神米蘭達（日语：マザー・ミランダ）的四大貴族之一。蒂米特雷斯庫夫人與三個女兒一起居住在蒂米特雷斯庫城堡，該城堡位於主角伊森·溫特斯所在的羅馬尼亞村莊的附近。

## 角色設計
蒂米特雷斯庫夫人是以具有超凡魅力的蛇蠍美人角色而被創作出來的。創作人兼藝術總監高野友憲以「迷人的吸血鬼」作為設計概念，其靈感來自16世紀匈牙利伯爵夫人巴托里·伊莉莎白、日本都市傳說八尺大人以及由飾演的的角色魔帝女。

## 宣傳
為了宣傳即將發售的《惡靈古堡 村莊》，卡普空在各地的遊戲商店展示了蒂米特雷斯庫夫人的真實比例人形看板。香港於2021年初在大眾交通工具上展示蒂米特雷斯庫夫人宣傳廣告。日本以真實比例毛巾作為在Twitter上比賽的優勝獎品。專業Cosplayer Yaya Han在她的YouTube頻道上傳了由卡普空贊助的影片，記錄了她在2021年4月扮演蒂米特雷斯庫夫人的幕後過程。馬來西亞的達美樂披薩選擇以蒂米特雷斯庫夫人宣傳他們的披薩。

## 迴響
蒂米特雷斯庫夫人在2020年的《惡靈古堡 村莊》的宣傳預告片中首次亮相後，受到評論家和玩家的好評。2021年2月，高野友憲表示對蒂米特雷斯庫夫人出乎意料的受到玩家關注和引起熱議感到相當高興。即使遊戲正式發售日為2021年5月7日，但早在2021年初蒂米特雷斯庫夫人的人氣已激增，導致網路上出現大量由粉絲創作的愛好者藝術以及網路迷因。前俄羅斯奧林匹克運動會選手葉卡特琳娜·麗絲娜亦在社交媒體上傳有關蒂米特雷斯庫夫人的Cosplay影片。
幾位評論家詳細討論了該角色受歡迎程度的背後現象，他們認為蒂米特雷斯庫夫人異常的身高是引起粉絲興趣的關鍵因素。專業情色作家吉瑪·格萊特（Gemma Glitter）認為粉絲對蒂米特雷斯庫夫人感到興趣歸因於踐踏癖（Trample Fetish）和巨大愛好。據《Input》的史蒂芬·T·懷特（Steven T. Wright）報導，蒂米特雷斯庫夫人的性吸引力代表了一些現實中對身材高大的女人的迷戀。

## 外部連結
- Resident Evil Wiki上的相关条目：阿契娜·蒂米特雷斯庫（英文）